# Patricie Svobodová
Patricie Svobodová (* 8. dubna 1967 Brno) je česká sportovní střelkyně a instruktorka střeleckého výcviku. Její manžel Petr Svoboda se rovněž věnuje střelbě.

## Život
Narodila se v Brně 8. dubna 1967. Od svých 18 let se věnovala střelbě z pistole. Studovala na Fakultě tělovýchovy a sportu Univerzity Karlovy v Praze a posléze přidala obor speciální pedagogika na Pedagogické fakultě Masarykovy univerzity v Brně. Asi 20 let pracovala u Městské policie Brno jako instruktorka střeleckého výcviku a posléze jako vedoucí oddělení střelecké přípravy.
Za manžela si vzala strážníka u městské policie Petra Svobodu (* 1966), který se rovněž začal věnovat střelbě. Jako závodní střelkyně a členka SKP Kometa Brno se obvykle i s manželem účastnila mnoha soutěží, na nichž zaznamenala i řadu úspěchů, mimo jiné 8 titulů mistryně světa a 5 titulů mistryně Evropy (k roku 2015). Dále mimo jiné:
- Světové hry policistů a hasičů 2003 ve španělské Barceloně – 2. místo v ženách 2. místo v družstvech v disciplíně Police Pistol Combat[3][4]
- Světové hry policistů a hasičů 2005 na vojenské základně Valkartier v kanadské provincii Quebec – 1. místo v družstvech v disciplíně Police Pistol Combat (Patricie Svobodová, Petr Svoboda, Stanislav Skýpala a Tomáš Káňa)[3]
- Světové hry policistů a hasičů 2007 v australském Adelaide – dvakrát 1. místo v jednotlivcích a dvakrát 1. místo v družstvech (Patricie Svobodová, Petr Svoboda, Stanislav Skýpala a Tomáš Káňa), mimo jiné v disciplíně PPC, s manželem dohromady vytvořili tři rekordy her[5][6][7]
- Světové hry policistů a hasičů 2009 v kanadském Vancouveru – 1. místo ve střelbě na terč, 2. místo v jednotlivcích a 1. místo v družstvech v disciplíně Police Pistol Combat (Patricie Svobodová, Petr Svoboda, Josef Rendl a Jan Jungwirth), 4. místo v jednotlivcích v Police Pistol Action[5][8][9]
- Světové hry policistů a hasičů 2011 v New Yorku v USA – 3 zlaté medaile a 2 bronzové medaile, absolutní vítězka v disciplíně Centre Fire, 3 medailová umístění v družstvech a celkově 3. družstvo her (Patricie Svobodová, Petr Svoboda, Karel Kašpar a Zdeněk Franc)[10]

V roce 2009 obdržela z rukou primátora města Brna Romana Onderky stříbrnou medaili za dlouholetou práci pro sport. V únoru 2016 spolu s manželem obdržela z rukou primátora Petra Vokřála Cenu města Brna za rok 2015 v oblasti sportu.